# Autoroute A 48
Die Autoroute A 48, auch als Autoroute du Dauphiné bezeichnet, ist eine französische Autobahn mit Beginn in Bourgoin-Jallieu und Ende in Grenoble. 2011 erfolgte die Abstufung eines Teilstückes, da ein Teil der Trasse für den Betrieb einer neuen Straßenbahn vorgesehen ist. Die Gesamtlänge der Autobahn beträgt damit noch 51 km.

## Geschichte
- 12. August 1967: Eröffnung Grenoble - Voreppe (RD1075 - Abfahrt 13)
- 25. Oktober 1975: Eröffnung Voreppe - Sérézin-de-la-Tour (Abfahrt 13 - A 43)
- ?. ? 1993: Eröffnung der Abfahrt Voiron-Champfeuillet (Abfahrt 10)
- 19. Dezember 1998: Eröffnung der Abfahrt Moirans-Mauvernay (Abfahrt 11)